# Felix de Klopper

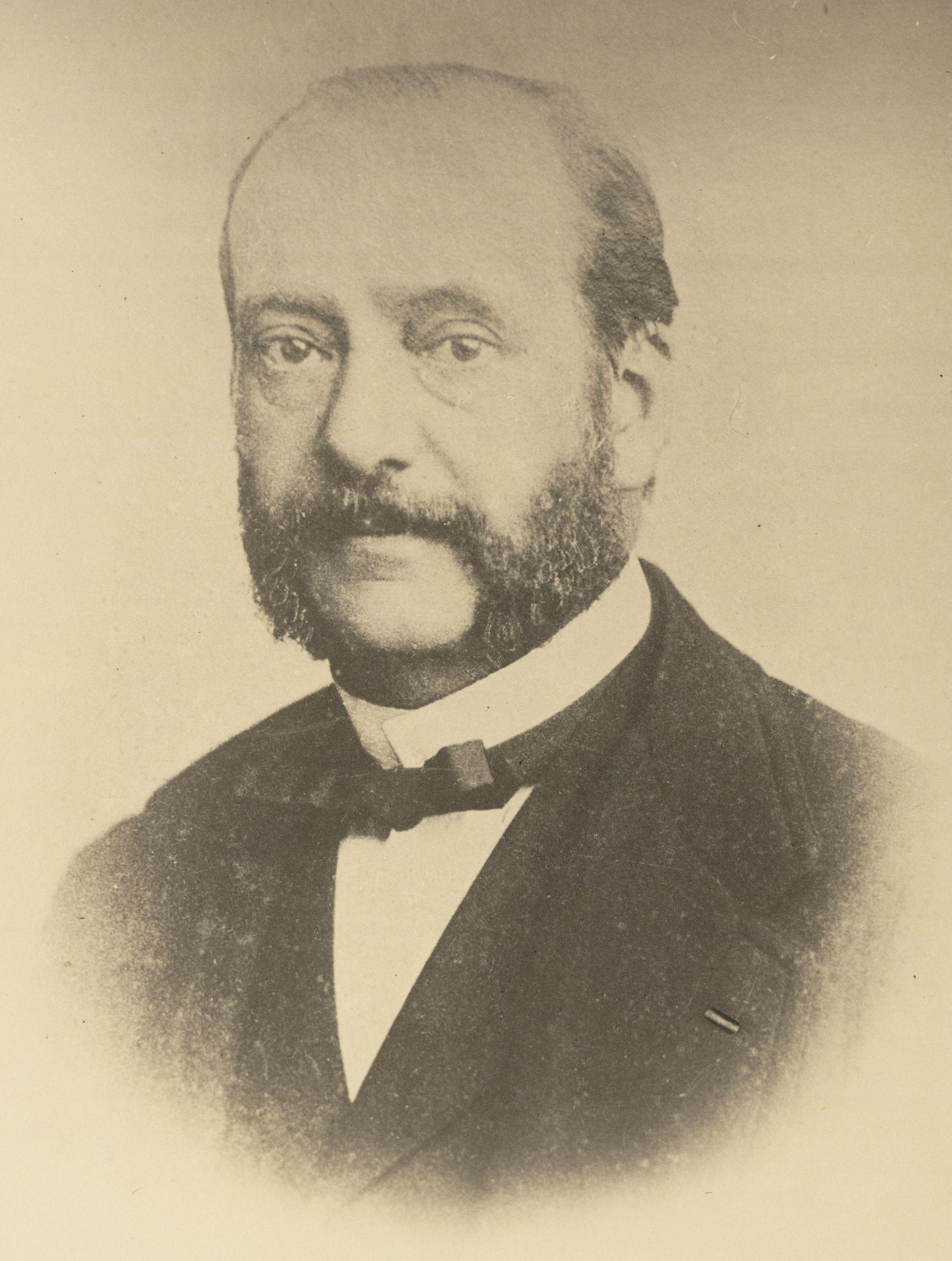
Foto van mr. F. de Klopper

Felix de Klopper (De Rijp, 7 november 1817 – Amsterdam, 31 maart 1878) was een Nederlands burgemeester en politiefunctionaris.
Hij werd geboren als zoon van Paul Elzelin de Klopper, die als arts werkte in De Rijp. Felix de Klopper werd begin 1851 burgemeester van de gemeenten Spijk en Arkel. Later dat jaar werd hij tevens burgemeester van Heukelum. In maart 1852 kreeg gaf hij het burgemeesterschap van Arkel op en werd hij in plaats daarvan benoemd tot burgemeester van Asperen. Enkele maanden later werd hij benoemd tot burgemeester van Schoonhoven en volgde gelijktijdig eervol ontslag als burgemeester van de drie gemeenten: Asperen, Heukelum en Spijk. In 1858 werd De Klopper commissaris van politie te Amsterdam werd. Na het overlijden in januari 1863 van hoofdcommissaris Christiaan de Bie werd hij in april van dat jaar benoemd als diens opvolger en in 1869 werd hij naast hoofdcommissaris tevens waterschout.
In september 1876 kreeg Amsterdam meerdere dagen op rij te maken met een volksopstand die bekendstaat onder de naam kermisoproer. Aanleiding was het besluit van toenmalig burgemeester C.J.A. den Tex om de jaarlijkse kermis dat jaar niet door te laten. Om de orde te herstellen werd naast de politie ook het leger ingezet. Naast vele gewonden viel er ook een dodelijk slachtoffer. In 1875 was een voorstel om de Amsterdamse politie fors uit te breiden door de gemeenteraad verworpen, maar na het kermisoproer was er in de gemeenteraad wel voldoende steun voor het een forse groei en reorganisatie van de politie. In 1878 zou het korps worden uitgebreid van 250 man naar bijna 600 man, maar De Klopper zou dat niet meer meemaken. Hij kreeg op 4 februari 1878 eervol ontslag om met pensioen te gaan, waarna hij nog geen twee maanden later overleed.
Burgemeester Den Tex was van mening dat brandweercommandant P.W. Steenkamp die enkele jaren eerder de beroepsbrandweer van Amsterdam op poten had gezet, de ideale persoon was om een dergelijke uitbreiding en reorganisatie ook bij de politie door te voeren. De procureur-generaal was tegen die benoeming omdat hij vond dat alleen een meester in de rechten genoeg oog zou hebben voor het justitiële werk van de politie. Uiteindelijk werd De Klopper opgevolgd door twee hoofdcommissarissen die in mei 1878 werden aangesteld: Steenkamp werd 'Hoofd gemeentepolitie' en mr. H.G. van Doesburgh (tot dan commissaris aan het hoofdbureau) werd 'Hoofd justitiële zaken'. 